# نظرة العباسي للعالم

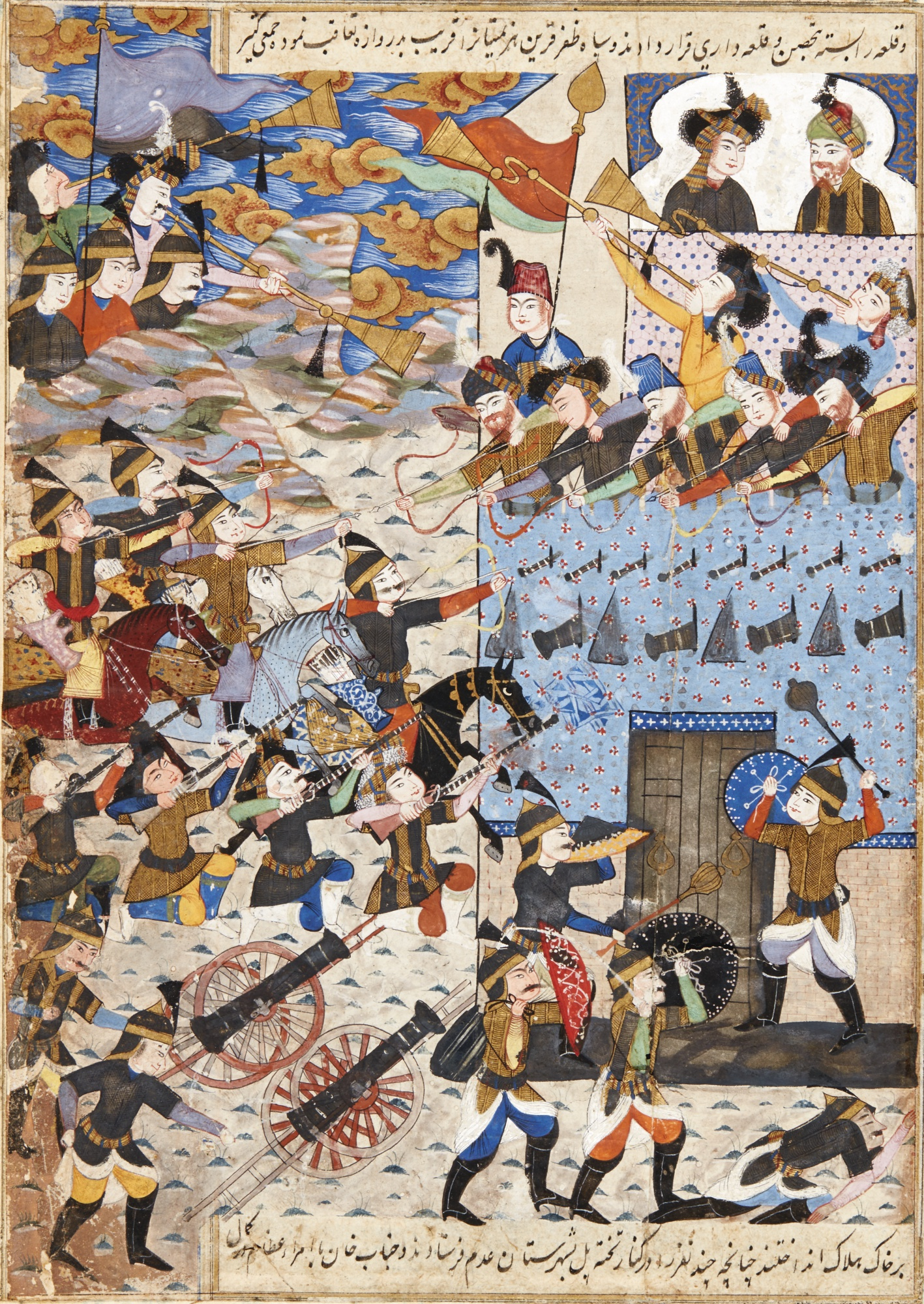
ورقة مصورة ملونة من نظرة العباسي للعالم لإسكندر بيغ مونشي، وتصور الاستيلاء على قلعة يريفان. مؤرخة حوالي سنة 1650 في أصفهان. (الورقة جزء من مجموعة سوذبيز).

نظرة العباسي للعالم (بالفارسية: عالم‌آرای عبّاسی) (بالإنجليزية: History of Alam Aray Abbasi)‏ هو سجل تاريخي لتاريخ السلالة الصفوية، منذ تأسيسها تحت حكم إسماعيل الأول حتى انتهائها تحت حكم عباس الأول، ليغطي الفترة 1600-1680. الكاتب هو السكرتير الخاص ومستشار عباس الأول إسكندر بيغ منشي الذي كان شاهد عيان على معظم الأحداث.
يوثق هذا الكتاب تاريخ عباس الأول الصفوي بالكامل.